# Малая Киреевка (Винницкая область)
Малая Киреевка (укр. Мала Киріївка, пол. Kiryjówka Mała, Kiryjóweczka) — село на Украине, находится в Бершадском районе Винницкой области.
Код КОАТУУ — 0520483606. Население по переписи 2001 года составляет 849 человек. Почтовый индекс — 24457. Телефонный код — 432.
Занимает площадь 11 км².

## Адрес местного совета
24456, Винницкая область, Бершадский р-н, с. Осиевка, ул. Ленина, 93